# Main-Tauber járás
Main-Tauber járás egy járás Baden-Württembergben. Main-Tauber járás Ansbach, Neustadt an der Aisch-Bad Windsheim, Würzburg, Main-Spessart, Miltenberg, Neckar-Odenwald, Hohenlohe és Schwäbisch Hall járásokkal határos. Lakosainak száma 132 321 fő.

## Népesség
A járás népessége az elmúlt években az alábbi módon változott:

| 2014 | 129 842 |